# 会計学科
会計学科（かいけいがっか）とは、大学、専門学校に置かれる学科の一つであり、会計学を教育・研究することを目的としている。1873年（明治6年）6月に福澤諭吉が日本初の簿記書である『帳合の法』初編を出版し、簿記講習所を設立させ、近代日本の商取引に簿記が導入された。福澤諭吉が創設した簿記講習所 、一橋大学の源流となった商法講習所、三菱商業学校（慶應義塾分校）が教育機関の嚆矢である。会計学科において、多くの学生が職業教育の為に簿記を学ぶ。
会計を学んだとしても公認会計士・監査審査会が行なう公認会計士試験の合格は、一流大学でないと難しい。
現在はいずれの場合も経済学部・商学部あるいは経営学部などに学科として置かれており、会計学部としての学部単位としては存在していない。あるいは学科ではなく、会計情報コースなどの名称で学部の中に置かれていることがある。
したがって会計学を学ぶには、必ずしも会計学科の有無ではなく会計学を研究している優れた教員が何人いるか、会計学関連の科目がたくさん開講されているかがまず重要である。福澤諭吉以来、会計史上からも慶應義塾大学が学界や財界では学閥を当然形成している。国公立大学で言えば一橋大学や神戸大学、私立大学で言えば早稲田大学にも多数存在する。
その他、著名な会計学科としては、慶應義塾大学（慶應義塾夜間法律科）の流れを汲む専修大学が計理の専修で著名な会計学科を擁している。今日、高大連携の下、多くの優秀な商業高校卒業生が全国の会計学科で学んでいる。

## 会計学科を置く大学

### 私立
- 専修大学商学部
- 拓殖大学商学部
- 中央大学商学部
- 名古屋商科大学商学部
- 日本大学商学部
- 明治大学経営学部
- 近畿大学経営学部
- 高崎商科大学商学部

## 会計学科を置く専門学校
- 愛媛大原簿記公務員専門学校

## 進路

### 資格試験
- 公認会計士・監査審査会が行う国家試験である公認会計士試験の受験科目(会計学)である。また、国税審議会が行う国家試験である税理士試験を受験する者が多い。

### 公務員採用試験
- 国税専門官採用試験の受験科目(会計学)である。税務大学校での研修を経て国税専門官となる。国税専門官は勤務年数等の条件を充足すると税理士資格が付与される。